# 2012
Il 2012 (MMXII in numeri romani) è un anno bisestile del XXI secolo.

## Eventi

### Gennaio
- 1º gennaio: la Danimarca assume la presidenza di turno dell'Unione europea.
- 6 gennaio: avviene la diserzione del primo generale dell'esercito siriano. L'alto militare invia un messaggio video in cui invita i soldati a passare dalla parte dei manifestanti.[1][2]
- 13 gennaio
  - La nave Costa Concordia del gruppo Costa Crociere naufraga a 500 metri al largo dell'Isola del Giglio. L'incidente ha provocato 32 morti. A bordo c'erano 4 229 persone di cui 1 013 membri dell'equipaggio.[3][4]
- 20 gennaio: una serie di bombardamenti a Kano, in Nigeria, causa 185 morti.
- 22 gennaio: in Croazia si tiene il referendum popolare sull'adesione del paese all'Unione europea. Con un'affluenza del 33,8% degli aventi diritto, il Sì ha vinto sul No con il 67,7%.
- 23 gennaio: nei calendari lunari asiatici inizia l'anno del dragone.

### Febbraio
- 4 febbraio: forti nevicate colpiscono tutta l'Europa causando molti disagi e molte vittime.
- 6 febbraio: giorno del giubileo di diamante della regina Elisabetta II del Regno Unito, salita al trono il 6 febbraio 1952.
- 15 febbraio: 
  - Un incendio nella prigione di Comayagua in Honduras uccide 359 persone.
  - Alcuni pescatori indiani restano uccisi in uno scontro a fuoco tra fucilieri della Marina Militare italiana e pirati al largo dello Stato del Kerala, in India. Ha inizio il caso giudiziario dell'Enrica Lexie. I militari verranno riconsegnati alle autorità italiane solo nel 2014.
- 17 febbraio: Christian Wulff si dimette da Presidente della Repubblica Federale Tedesca.
- 18 febbraio: Papa Benedetto XVI crea 22 nuovi cardinali durante il suo quarto concistoro.
- 24 febbraio: eclissi lunare
- 25 febbraio: a causa delle forti proteste, il presidente dello Yemen 'Ali 'Abd Allah Saleh viene sostituito dal vicepresidente Abd Rabbuh Mansur Al-Hadi.

### Marzo
- Nelle due settimane centrali del mese, il Canada meridionale e gli Stati Uniti centro-orientali vengono colpiti da una eccezionale ondata di caldo che porta varie migliaia di località a superare i record di caldo.
- 1º marzo
  - Dal 1º marzo non è più possibile la convertibilità dal marco finlandese all'Euro.
  - La Serbia ottiene lo status di paese candidato per diventare membro dell'Unione europea. Con questa risoluzione a favore di Belgrado, solo Albania, Bosnia ed Erzegovina e Kosovo sono gli ultimi stati dei Balcani Occidentali a restare fuori dallo status di paese candidato.
- 4 marzo: Vladimir Putin viene rieletto in Russia.
- 13 marzo: dopo 244 anni dalla sua prima pubblicazione, l'Enciclopedia Britannica sarà disponibile solo online.
- 18 marzo: Joachim Gauck viene eletto presidente della Repubblica Federale Tedesca, succedendo a Christian Wulff.
- 19 marzo: a Tolosa un fondamentalista islamico uccide 3 bambini e un insegnante in una scuola ebraica. Sarà ucciso a sua volta in casa dalla polizia il 23 marzo.

### Aprile
- 2 aprile: Pál Schmitt si dimette da Presidente dell'Ungheria.
- 6 aprile: i tuareg dichiarano la secessione dell'Azawad dal Mali.
- 16 aprile: elezione presidenziale a Timor Est
- 22 aprile: primo turno delle elezioni presidenziali in Francia
- 23 aprile: Erevan è Capitale mondiale del libro per un anno.

### Maggio
- 2 maggio: una versione de L'urlo di Edvard Munch realizzata in pastello viene venduta all'asta a New York per la cifra di 120 milioni di dollari, stabilendo un nuovo record mondiale per un'opera d'arte venduta all'asta.
- 6 maggio: secondo turno delle elezioni presidenziali in Francia del 2012: François Hollande (Partito Socialista) batte col 51,62% dei voti Nicolas Sarkozy, fermo al 48,38%.
- 9 maggio
  - In Indonesia un aereo con 44 persone a bordo, fra cui funzionari del governo, si schianta durante un volo dimostrativo sulle pendici del monte Salak. Nessun superstite.
  - Barack Obama si schiera a favore del matrimonio fra persone dello stesso sesso, diventando il primo Presidente degli Stati Uniti d'America a dirsi favorevole a questo tipo di unione.
- 12 maggio: inizia l'Expo 2012 che si svolge a Yeosu, in Corea del Sud, che si conclude il 12 agosto.
- 19 maggio: Attentato alla scuola di Brindisi.
- 20 maggio
  - Eclissi solare anulare
  - L'Emilia-Romagna, la Lombardia e il Veneto vengono colpite da un terremoto di magnitudo 6.0 con epicentro tra le province di Modena, Mantova, Ferrara, Rovigo, Bologna e Reggio nell'Emilia.
- 26 maggio: la Svezia vince l'Eurovision Song Contest, ospitato a Baku, in Azerbaigian.
- 29 maggio: l'Emilia-Romagna e la Lombardia sono colpite nuovamente da tre nuove forti scosse di terremoto di magnitudo superiore a 5 (5,8, 5,3, 5,2).

### Giugno
- 2 giugno – 5 giugno: si svolgono le celebrazioni del giubileo di diamante di Elisabetta II del Regno Unito.
- 5 giugno: secondo ed ultimo transito solare, in questo secolo, del pianeta Venere.
- 8 giugno – 1º luglio: in Polonia e Ucraina si svolge il campionato europeo di calcio.
- 10 giugno e 17 giugno: primo e secondo turno delle elezioni legislative in Francia
- 16 giugno: Liu Yang, 34 anni, è la prima donna astronauta cinese. Si trattiene 10 giorni a bordo della stazione spaziale "Palazzo Celeste 1".
- 18-19 giugno – Messico: Los Cabos si svolge il settimo G20 dei paesi industrializzati.
- 22 giugno – Paraguay: il Congresso depone per impeachment il presidente Fernando Lugo.
- 28 giugno - Le scienziate Doudna e Charpentier pubblicano sulla rivista Science un articolo sul sistema CRISPR/Cas9, un nuovo approccio di ingegneria genetica che consente di apportare modifiche al DNA delle cellule.
- 29 giugno: inizio dei negoziati per l'adesione del Montenegro all'Unione europea.

### Luglio
- 1º luglio
  - Cipro assume la presidenza di turno dell'Unione europea.
  - Elezioni presidenziali in Messico
  - A Kiev la Spagna si aggiudica per la terza volta il campionato europeo di calcio battendo l'Italia per 4 a 0.
- 4 luglio
  - Gli scienziati del CERN, a seguito degli esperimenti condotti nell'acceleratore LHC, hanno dato l'annuncio ufficiale dell'osservazione di una particella con caratteristiche compatibili a quelle del bosone di Higgs.
  - Italia: si completa la transizione alla televisione digitale terrestre.
- 20 luglio: in un cinema di Aurora, presso Denver, alla prima del film Il cavaliere oscuro - Il ritorno, un uomo mascherato, James Holmes, irrompe nella sala ed effettua una sparatoria uccidendo 12 persone e causando 58 feriti, tra cui dei bambini. Il killer viene arrestato.
- 24 luglio – 29 luglio: si svolge l'undicesimo concorso di giovani cantanti di musica popolare «New Wave» (Jūrmala, Lettonia).
- 27 luglio – 12 agosto: si svolgono i trentesimi Giochi olimpici. La città scelta per ospitare l'evento è per la terza volta Londra.

### Agosto
- 6 agosto: il Mars Science Laboratory, nominato Curiosity e lanciato il 26 novembre 2011, atterra su Marte.

### Settembre
- 11 settembre: attentato al consolato statunitense di Bengasi nel quale perde la vita l'ambasciatore americano in Libia Chris Stevens.
- 12 settembre: a Leicester: vengono ritrovati i resti mortali di Riccardo III d'Inghilterra.

### Ottobre
- 7 ottobre – elezioni presidenziali in Venezuela: Hugo Chávez si riconferma Capo dello Stato.
- 9 ottobre – Mingora (Pakistan) – un commando di uomini armati assalta un pulmino scolastico, nel quale colpiscono alla testa Malala Yousafzai, ricoverata all'ospedale militare di Peshawar.
- 14 ottobre
  - Felix Baumgartner, lanciandosi da un pallone aerostatico da 39.045 m di altezza, diventa il primo uomo a superare la velocità del suono.
  - Elezioni parlamentari in Montenegro
- 27 ottobre: il leader di Al-Qaida, Ayman al-Zawahiri, invita i musulmani a sequestrare gli occidentali in un video postato sui siti islamici, allo scopo di "liberare i nostri uomini loro prigionieri".
- 28 ottobre: Elezioni parlamentari in Ucraina
- 29 ottobre: "Sandy", l'uragano più potente della storia dell'Oceano Atlantico, si abbatte sulla East Coast degli USA, viaggiando a 144 chilometri orari: New York viene evacuata in massa come non accadeva dall'11 settembre 2001; anche la Borsa viene chiusa. Sandy se ne ripartirà il 31, dopo essersi lasciata dietro - specie nel New Jersey - danni miliardari.
- 30 ottobre
  - La LucasFilm (la major che produsse "Guerre stellari") è acquisita dalla Disney per 4 miliardi di dollari.
  - Terremoto di Magnitudo 7,7 colpisce il Canada occidentale sulle coste di Vancouver. Non si registrano danni a cose o persone.

### Novembre
- 5 novembre: l'asteroide (214869) 2007 PA8 transita a 6,5 milioni di km dalla Terra.
- 6 novembre – elezioni presidenziali negli Stati Uniti d'America: Barack Obama è riconfermato per un secondo mandato alla Casa Bianca (2013-2017); è il terzo Democratico in 72 anni a riuscire nella rielezione (dopo Franklin D. Roosevelt e Bill Clinton).
- 13 novembre: eclissi totale di Sole (visibile dall'Australia settentrionale e dal Pacifico meridionale).
- 15 novembre - Xi Jinping è il nuovo segretario generale del Partito comunista cinese.
- 29 novembre: la Palestina diventa Stato osservatore non membro delle Nazioni Unite con 138 voti favorevoli, 41 astenuti e 9 contrari.

### Dicembre
- 3 dicembre: allineamento di Mercurio, Venere e Saturno.
- 14 dicembre: sparatoria alla Sandy Hook Elementary School di Newtown, nel Connecticut. Vengono uccise 26 persone, tra cui 20 bambini.
- 21 dicembre
  - Il Presidente del Consiglio italiano, Mario Monti, rassegna le dimissioni nelle mani del Capo dello Stato, Giorgio Napolitano.

## Sport
- 7 gennaio: Lionel Messi vince il Pallone d'oro FIFA
- 21 gennaio - 12 febbraio: Coppa delle nazioni africane 2012
- 18 - 19 febbraio: Campionati asiatici di atletica leggera indoor 2012, Hangzhou
- 8 - 19 marzo: AFC Challenge Cup 2012, Kathmandu
- 14 aprile: al 31' della sfida tra Pescara e Livorno, il centrocampista amaranto Piermario Morosini si accascia a terra in seguito a un'improvvisa crisi cardiaca; portato in ospedale, il giocatore muore alle 16:45. La gara non viene portata a termine e successivamente la FIGC dispone il rinvio dell'intera giornata di tutti i campionati italiani
- 5 - 27 maggio: Giro d'Italia 2012
- 6 maggio: la Juventus, complice la sconfitta del Milan nel derby, vince il suo 28º scudetto
- 9 maggio: l'Atlético Madrid vince l'Europa League battendo l'Athletic Bilbao per 3-0
- 19 maggio: il Chelsea di Roberto Di Matteo vince la sua prima Champions League battendo ai calci di rigore il Bayern Monaco.
- 20 maggio: Il Napoli si aggiudica la Coppa Italia battendo la Juventus per 2-0 allo Stadio Olimpico di Roma
- 8 giugno - 1º luglio: Campionato europeo di calcio 2012
- 30 giugno - 22 luglio: Tour de France 2012
- 1º luglio: la Spagna si aggiudica per la terza volta il Campionato europeo di calcio battendo l'Italia per 4 a 0
- 27 luglio - 12 agosto: a Londra si svolgono i Giochi della XXX Olimpiade
- 11 agosto: a Pechino la Juventus vince Supercoppa italiana battendo ai tempi supplementari il Napoli
- 18 agosto - 9 settembre: Vuelta a España 2012
- 29 agosto - 9 settembre: XIV Giochi paralimpici estivi, Londra
- 31 agosto: l'Atlético Madrid si aggiudica Supercoppa UEFA battendo per 4-1 il Chelsea
- 15 - 23 settembre: Campionati del mondo di ciclismo su strada 2012
- 16 dicembre: il Corinthians si aggiudica la Coppa del mondo per club FIFA battendo il Chelsea per 1-0
- 25 novembre: Sebastian Vettel conquista il Campionato mondiale di Formula 1 2012 portando a tre i titoli mondiali ottenuti

## Nati
- 7 gennaio - Blue Ivy Carter, cantante e ballerina statunitense
- 6 febbraio - Kai Zen, attrice e doppiatrice statunitense
- 23 febbraio - Estelle di Svezia, principessa svedese
- 23 aprile - Alan Kim, attore statunitense
- 4 giugno - Vivien Lyra Blair, attrice statunitense

## Morti
Ci sono circa 2 020 voci su persone morte nel 2012; vedi la pagina Morti nel 2012 per un elenco descrittivo o la categoria Morti nel 2012 per un indice alfabetico.

## Calendario
| Calendario 2012 | Calendario 2012 | Calendario 2012 | Calendario 2012 | Calendario 2012 | Calendario 2012 | Calendario 2012 | Calendario 2012 | Calendario 2012 | Calendario 2012 | Calendario 2012 | Calendario 2012 | Calendario 2012 | Calendario 2012 | Calendario 2012 | Calendario 2012 | Calendario 2012 | Calendario 2012 | Calendario 2012 | Calendario 2012 | Calendario 2012 | Calendario 2012 | Calendario 2012 | Calendario 2012 | Calendario 2012 | Calendario 2012 | Calendario 2012 | Calendario 2012 | Calendario 2012 | Calendario 2012 | Calendario 2012 | Calendario 2012 | Calendario 2012 |
| --------------- | --------------- | --------------- | --------------- | --------------- | --------------- | --------------- | --------------- | --------------- | --------------- | --------------- | --------------- | --------------- | --------------- | --------------- | --------------- | --------------- | --------------- | --------------- | --------------- | --------------- | --------------- | --------------- | --------------- | --------------- | --------------- | --------------- | --------------- | --------------- | --------------- | --------------- | --------------- | --------------- |
|                 | 1               | 2               | 3               | 4               | 5               | 6               | 7               | 8               | 9               | 10              | 11              | 12              | 13              | 14              | 15              | 16              | 17              | 18              | 19              | 20              | 21              | 22              | 23              | 24              | 25              | 26              | 27              | 28              | 29              | 30              | 31              |                 |
| Gennaio         | Do              | Lu              | Ma              | Me              | Gi              | Ve              | Sa              | Do              | Lu              | Ma              | Me              | Gi              | Ve              | Sa              | Do              | Lu              | Ma              | Me              | Gi              | Ve              | Sa              | Do              | Lu              | Ma              | Me              | Gi              | Ve              | Sa              | Do              | Lu              | Ma              |                 |
| Febbraio        | Me              | Gi              | Ve              | Sa              | Do              | Lu              | Ma              | Me              | Gi              | Ve              | Sa              | Do              | Lu              | Ma              | Me              | Gi              | Ve              | Sa              | Do              | Lu              | Ma              | Me              | Gi              | Ve              | Sa              | Do              | Lu              | Ma              | Me              |                 |                 |                 |
| Marzo           | Gi              | Ve              | Sa              | Do              | Lu              | Ma              | Me              | Gi              | Ve              | Sa              | Do              | Lu              | Ma              | Me              | Gi              | Ve              | Sa              | Do              | Lu              | Ma              | Me              | Gi              | Ve              | Sa              | Do              | Lu              | Ma              | Me              | Gi              | Ve              | Sa              |                 |
| Aprile          | Do              | Lu              | Ma              | Me              | Gi              | Ve              | Sa              | Do              | Lu              | Ma              | Me              | Gi              | Ve              | Sa              | Do              | Lu              | Ma              | Me              | Gi              | Ve              | Sa              | Do              | Lu              | Ma              | Me              | Gi              | Ve              | Sa              | Do              | Lu              |                 |                 |
| Maggio          | Ma              | Me              | Gi              | Ve              | Sa              | Do              | Lu              | Ma              | Me              | Gi              | Ve              | Sa              | Do              | Lu              | Ma              | Me              | Gi              | Ve              | Sa              | Do              | Lu              | Ma              | Me              | Gi              | Ve              | Sa              | Do              | Lu              | Ma              | Me              | Gi              |                 |
| Giugno          | Ve              | Sa              | Do              | Lu              | Ma              | Me              | Gi              | Ve              | Sa              | Do              | Lu              | Ma              | Me              | Gi              | Ve              | Sa              | Do              | Lu              | Ma              | Me              | Gi              | Ve              | Sa              | Do              | Lu              | Ma              | Me              | Gi              | Ve              | Sa              |                 |                 |
| Luglio          | Do              | Lu              | Ma              | Me              | Gi              | Ve              | Sa              | Do              | Lu              | Ma              | Me              | Gi              | Ve              | Sa              | Do              | Lu              | Ma              | Me              | Gi              | Ve              | Sa              | Do              | Lu              | Ma              | Me              | Gi              | Ve              | Sa              | Do              | Lu              | Ma              |                 |
| Agosto          | Me              | Gi              | Ve              | Sa              | Do              | Lu              | Ma              | Me              | Gi              | Ve              | Sa              | Do              | Lu              | Ma              | Me              | Gi              | Ve              | Sa              | Do              | Lu              | Ma              | Me              | Gi              | Ve              | Sa              | Do              | Lu              | Ma              | Me              | Gi              | Ve              |                 |
| Settembre       | Sa              | Do              | Lu              | Ma              | Me              | Gi              | Ve              | Sa              | Do              | Lu              | Ma              | Me              | Gi              | Ve              | Sa              | Do              | Lu              | Ma              | Me              | Gi              | Ve              | Sa              | Do              | Lu              | Ma              | Me              | Gi              | Ve              | Sa              | Do              |                 |                 |
| Ottobre         | Lu              | Ma              | Me              | Gi              | Ve              | Sa              | Do              | Lu              | Ma              | Me              | Gi              | Ve              | Sa              | Do              | Lu              | Ma              | Me              | Gi              | Ve              | Sa              | Do              | Lu              | Ma              | Me              | Gi              | Ve              | Sa              | Do              | Lu              | Ma              | Me              |                 |
| Novembre        | Gi              | Ve              | Sa              | Do              | Lu              | Ma              | Me              | Gi              | Ve              | Sa              | Do              | Lu              | Ma              | Me              | Gi              | Ve              | Sa              | Do              | Lu              | Ma              | Me              | Gi              | Ve              | Sa              | Do              | Lu              | Ma              | Me              | Gi              | Ve              |                 |                 |
| Dicembre        | Sa              | Do              | Lu              | Ma              | Me              | Gi              | Ve              | Sa              | Do              | Lu              | Ma              | Me              | Gi              | Ve              | Sa              | Do              | Lu              | Ma              | Me              | Gi              | Ve              | Sa              | Do              | Lu              | Ma              | Me              | Gi              | Ve              | Sa              | Do              | Lu              |                 |

## Premi Nobel
In quest'anno sono stati conferiti i seguenti Premi Nobel:
- per la Medicina: Shinya Yamanaka e John Gurdon
- per la Chimica: Brian Kobilka e Robert Lefkowitz
- per la Fisica: Serge Haroche e David Wineland
- per la Letteratura: Mo Yan
- per la Pace: Unione europea
- per l'Economia: Alvin Eliot Roth e Lloyd Stowell Shapley